# The Birmingham News
The Birmingham News es el periódico principal de Birmingham, Alabama, Estados Unidos, y el periódico más grande en Alabama. Es propiedad de Publicaciones Advance. Advance, propiedad de la familia Newhouse, también es propietaria de otros dos periódicos de Alabama, The Press-Register en móvil y The Huntsville.

## Historia
The Birmingham News se puso en marcha el 14 de marzo de 1888 por Rufus N. Rhodes como el Evening News, un documento de cuatro páginas con dos reporteros y $ 800 del capital de explotación. En ese momento, la ciudad de Birmingham sólo tenía 17 años, pero era una ciudad industrial ya en auge y con un faro llamado "New South" todavía se está recuperando de las secuelas de la Guerra Civil y la Reconstrucción. La prensa se unió a los magnates industriales, académicos y a los especuladores de bienes raíces en sobrecrecimiento implacable de la nueva ciudad. Rodas estaba trabajando como editor del Daily Herald, cuando encontró a su campaña por un viaducto que abarcan el «Ferrocarril de reserva» que divide el norte y el sur de Birmingham, con la oposición de su editor. Decidió dar un golpe que por su cuenta y lanzó la noticia con el lema «¡Grande es de Birmingham y la noticia es su profeta!» The News "Bridge" (Viaducto de la Calle 21) se dedicó el 4 de julio de 1891, considerado como el periódico más grande «de todos los logros municipales de Birmingham, grande y glorioso».
La circulación de noticias creció de 628 en 1888 a más de 7000 en 1891, cuando se convirtió en el mayor diario en Alabama y ganó el contrato para publicar las Leyes Generales de Alabama. El nombre fue cambiado a los telediarios de The Daily News y, a continuación, en 1895, The Birmingham News. El periódico siguió creciendo, alcanzando una tirada de 17.000 en 1909.
Decididamente progresista en su postura política, las noticias apoyaron una plataforma demócrata-ticket directamente en las temporadas electorales y defendió causas progresistas tales como la prohibición. Las noticias llevaron el son del tambor de la «Gran Birmingham», movimiento de anexar las comunidades suburbanas. La exitosa campaña hizo que la población de la Ciudad de Birmingham creciera de 40.000 en 1900 a 138.685 en 1910, momento en que Birmingham fue la tercera ciudad más grande en el Sur. Ese mismo año, Rodas murió y fue sucedido por su vicepresidente y gerente general, Víctor H. Hanson.
Hanson, sólo con 33 años, ya era un periodista consumado, que a los 11 años fundó la ciudad de Punto en Macon, Georgia, que vendió cuatro años más tarde por $ 2.500. Hanson ayudó a modernizar el formato del periódico, el tono y las operaciones, supervisó un aumento de las suscripciones de 18.000 en 1910 a 40.000 en 1914, cuando audazmente reclamó el título de "Diario El Sur más grande." En competencia directa con la edad de la mañana Herald News, comenzó una edición dominical en 1912.

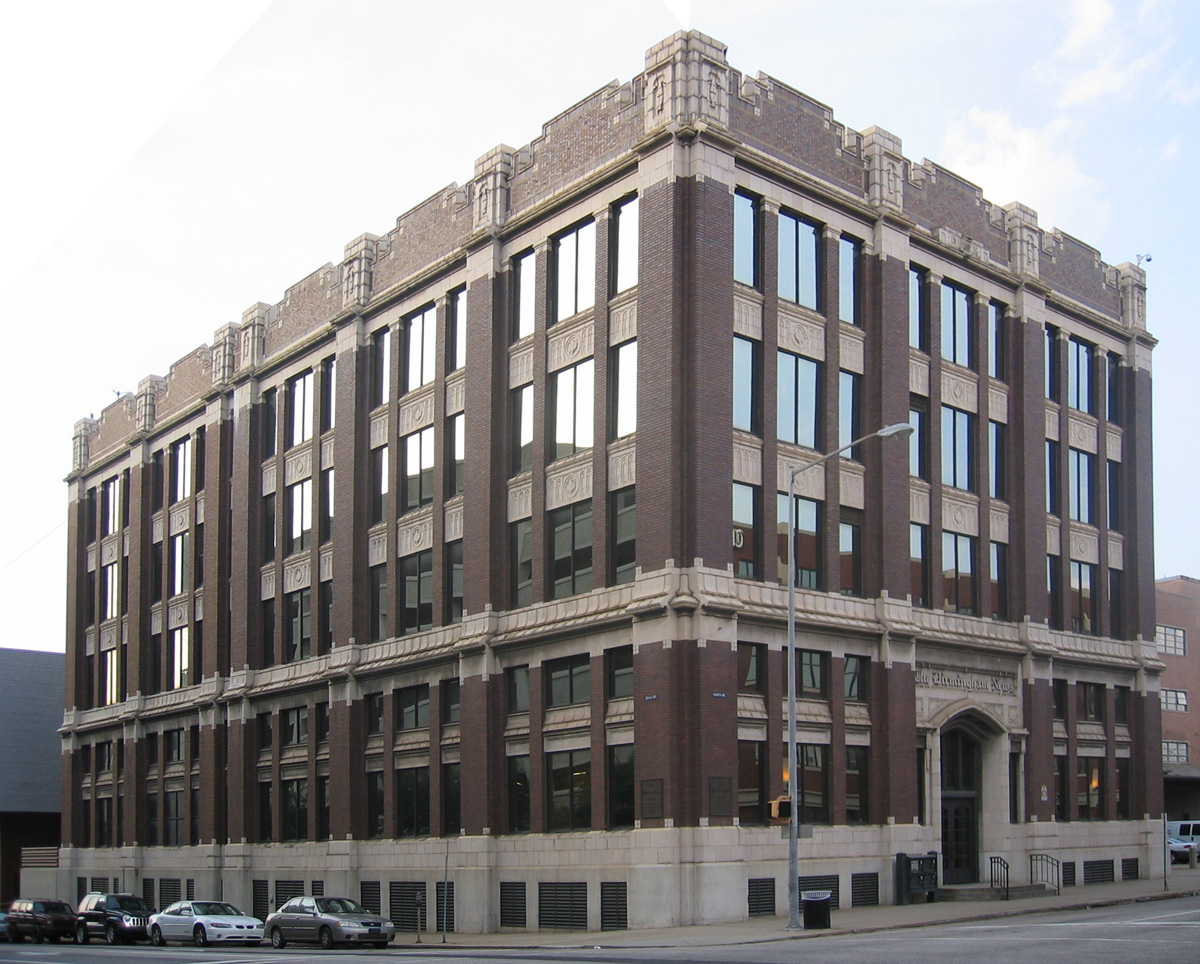
Edificio de The Birmingham News 1917, desalojado en 2006 y demolido en 2008

En 1917 las noticias se trasladaron a un nuevo edificio de oficinas de seis pisos de estilo Jacobethan en la esquina de la avenida Norte y la cuarta calle N°22. En el momento de su traslado, la noticia publicó esta opinión: «The News se enorgullece de su nuevo hogar y cree que es el más hermoso y mejor equipadas de todo el Sur. Editores de otras ciudades han tenido la amabilidad de decir que en ninguna parte la tierra una más adecuado, conveniente y eficiente planta de periódico. Muchos miles de dólares se han gastado con ese fin ».
Un año más tarde, el buen papel hecho de su nuevo espacio con la compra de su rival Ledger Birmingham, ayudó a aumentar el tamaño de su personal a 748 y su circulación a 60.000.
En 1927 el Birmingham Edad-Herald fue vendido a Hanson, quien continuó publicando ambos documentos. En 1950 Scripps-Howard, que ya poseía el Birmingham Post compró la Edad-Herald, pero entró en un acuerdo conjunto a las que no se trasladó al nuevo Birmingham Post-Herald en el edificio Birmingham News. La prensa impresa de ambos documentos y el manejo de la publicidad y las ventas de suscripciones, mientras que el personal de redacción y presentación de informes se mantuvo independiente. El acuerdo duró hasta el Post-Herald dejó de publicarse en septiembre de 2005, dejando a The News como el único diario de Birmingham.
En 1956, la familia Hanson vende The News a SI Newhouse Sor 's Advance Publications en Nueva York por $ 18 millones, la mayor suma que se había pagado en ese momento para un periódico. El capital privado de Advance continúa siendo el propietario del News, así como los tiempos de Huntsville y Prensa Mobile Register-, los tres principales periódicos en Alabama, así como su sitio web común, al.com.
En 1997, la Compañía News cambio de la mañana y por la noche publicaciones, por lo que quedaron como las noticias del periódico de la mañana y el Herald Post-como el periódico de la tarde. Esta medida refuerza el papel preeminente de las noticias como periódicos de la mañana y así era la norma.

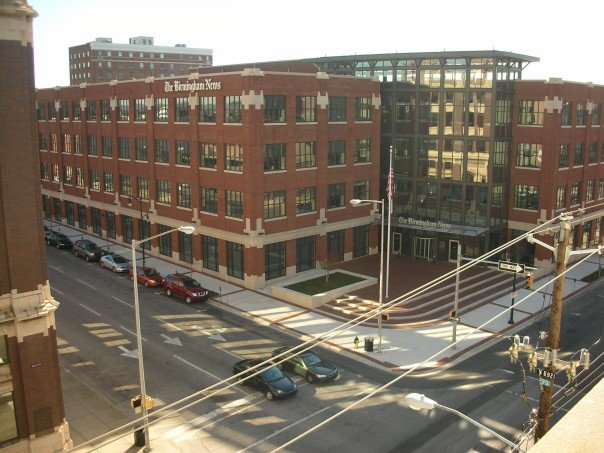
La actual sede de The Birmingham News, inaugurada en 2006.

El 10 de agosto de 2006, the News cortó la cinta en su nueva sede en la Avenida 4 de su planta de 1917. Los $ 25 millones, cuatro pisos, 110,000 pies cuadrados (10 000 m²) de construcción de ladrillo y piedra caliza, diseñado por Williams-Blackstock Arquitectos, toma prestados varios detalles del edificio más viejo y es dramáticamente dividido en dos por un atrio de cristal. El edificio de 1917 fue demolido en 2008 con el fin de hacer espacio para un estacionamiento superficie para el personal activo del papel. El lote se encuentra entre el nuevo edificio de oficinas y la instalación que alberga Las prensas Birmingham News.
En 2009, Advance Publications periódicos de Alabama fueron organizados en el Grupo Advance Alabama, encabezada por Ricky Mathews, editor del periódico Mobile. Aunque la propiedad de Advance News desde 1956, la familia Hanson continuó dirigiendo el negocio hasta el 1 de diciembre de 2009, cuando Víctor H. Hanson III se retiró a la edad de 52 años. A fin de año, una nueva editorial aún no había sido identificado.
El Birmingham News mantiene oficinas en Montgomery y Washington D. C.

## Honores
En 1991, Ron Casey, Harold Jackson y Kennedy Joey recibieron un Premio Pulitzer de Redacción Editorial por su campaña editorial de analizar las desigualdades en el sistema de impuestos de Alabama y proponer las reformas necesarias.
En 2006, el personal fotográfico Bernard Troncale llevó los principales honores en la Sociedad de Periodistas Profesionales Verde 'Premios visera por su trabajo en una serie sobre el sida en África.
En 2006, el personal editorial de Noticias fue finalistas para otro Pulitzer por Redacción Editorial por una serie de editoriales de marcha atrás en apoyo a la larga data del papel de la pena de muerte. Ese mismo año el periódico ganó dos Premios de Excelencia de la Society for News Design para el diseño gráfico general del periódico.
En 2007, el reportero Brett Blackledge ganó el Premio Pulitzer de Periodismo de Investigación por su serie de artículos sobre la corrupción en el sistema de la universidad de Alabama de dos años.